# بورجو سان لورينزو

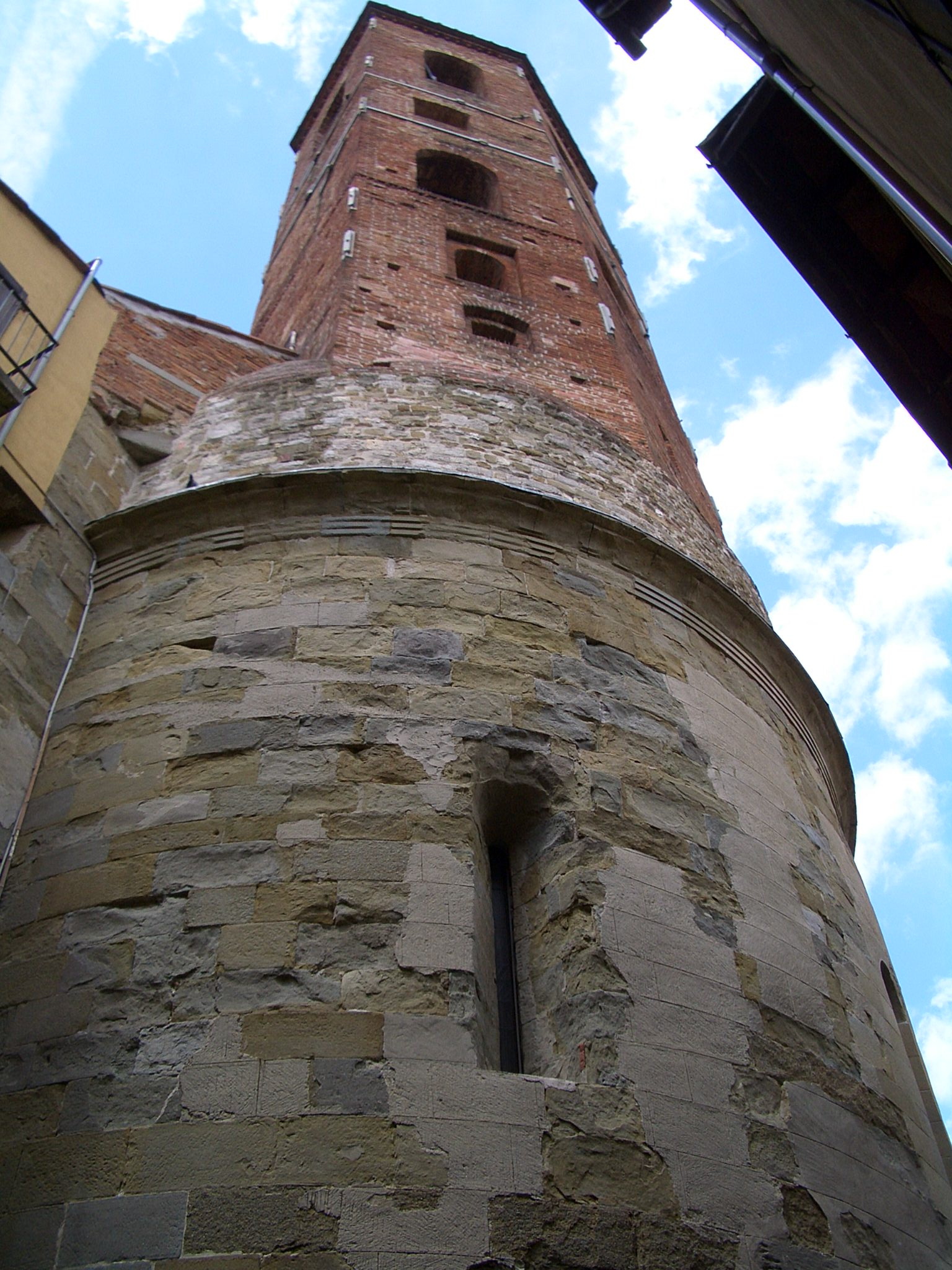
كنيسة سان لورينزو في بورجو سان لورينزو

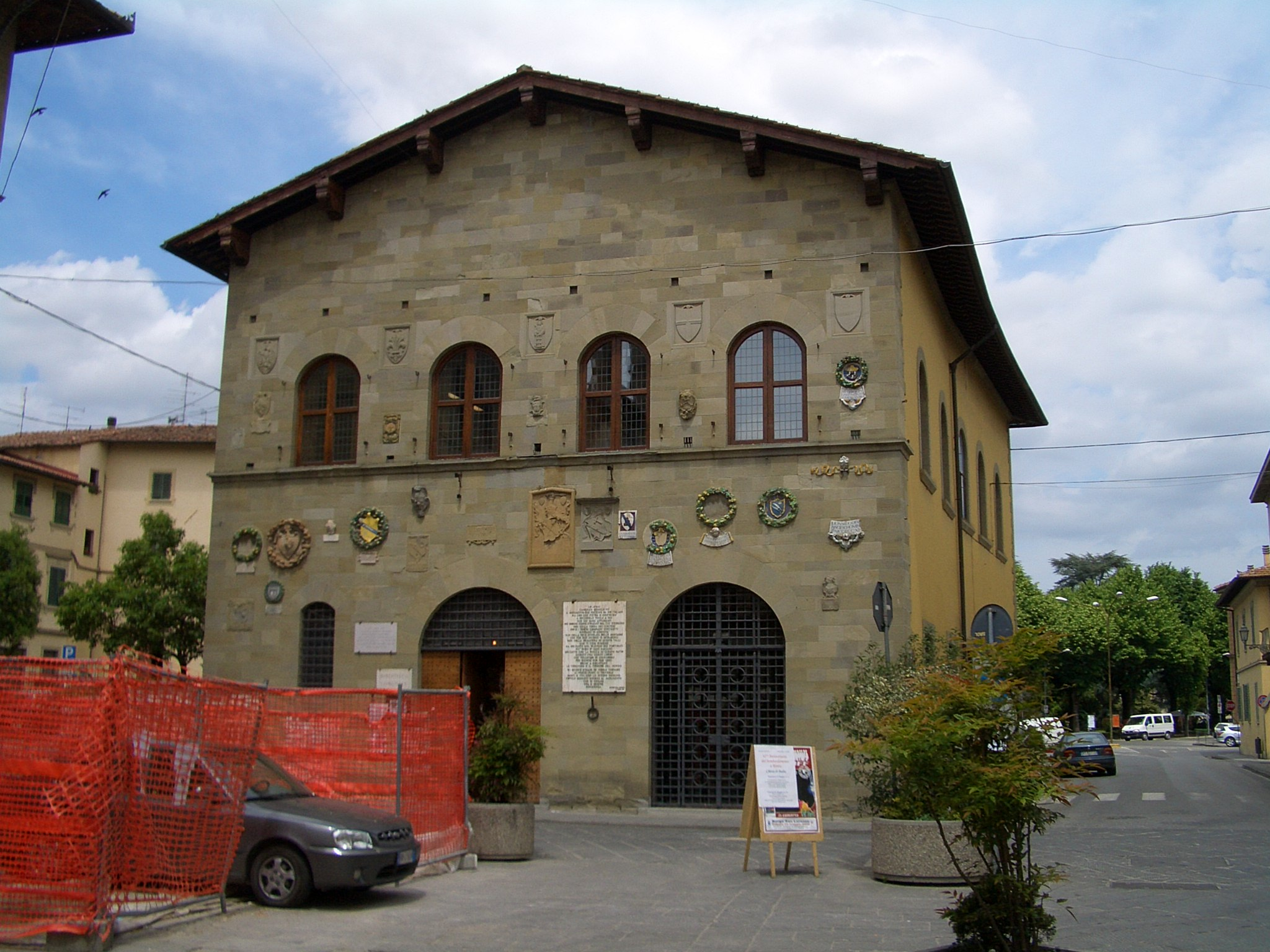
المكتبة العامة للكومون

تعتبر بورجو سان لورينزو كومونا (بلدية) في حاضرة مدينة فلورنسا في منطقة توسكانا الإيطالية، وتقع على بعد حوالي 20 كم شمال فلورنسا أي ما يعادل تقريبا 12 ميل. وعند حلول 31 من شهر ديسمبر عام 2004 بلغ عدد سكانها 18,085 مواطنا، ومساحة قدرها 146.1 كيلو متر مربع وما يعادل 56.4 ميل مربع.

## جغرافية
تقع بورجو سان لوريترو على حدود البلديات التالية: فيسولي، مارادي، بالازولو سول سينيو، بونتاسيفي، اسكاربيريا سان بيرو، فوجليانيس، فيكيو.

## وسائل النقل
يشمل الوصول إلى مدينة بورجو سان لورينزو خدمة السكك الحديدية المحلية في ترينيتاليا من فلورنسا، فاينزا.

## روابط خارجية
- www.comune.borgo-san-lorenzo.fi.it/